# Spant!
Spant! (vroeger 't Spant geheten) is een theater en sinds 1996 tevens congrescentrum in de Noord-Hollandse plaats Bussum. Het gebouw is gelegen aan de Dr. A. Kuyperlaan 3. De zaal heeft een capaciteit van 800 personen. Hoewel het pand de naam "Spant!" draagt, wordt het uitroepteken weggelaten in lopende tekst, zoals in brochures en vaktijdschriften.

## Geschiedenis
Het eerste gebouw op de locatie functioneerde tussen 1969 tot 1979 en werd daarna gesloopt. In september 1980 opende de toenmalige minister-president Van Agt het vernieuwde Spant, ontworpen door architect Beckers. In 1996 werd het aanliggende bibliotheekfiliaal van Bussum-Zuid gesloten. Het theater werd in 2005 vernieuwd. In 2011 werd de exploitatie van het gebouw overgenomen van de gemeente Bussum en werd Spant geheel zelfstandig.

## Televisieopnamen
In 't Spant werden televisieprogramma's opgenomen zoals Voor de vuist weg van Willem Duys, De Willem Ruis Lotto Show, Ren je Rot, Stuif es in, 't Spant erom en In de hoofdrol. Ook tegenwoordig wordt het gebouw nog regelmatig gebruikt voor tv-opnamen: onder andere Kinderen voor kinderen (deel 1 tot en met 5) en de voorrondes van The voice of Holland werden hier opgenomen.